# エリック・ローマクス
エリック・サザーランド・ローマクス（英語: Eric Sutherland Lomax、1919年5月30日 - 2012年10月8日）は、イギリス軍将校。
エディンバラ生まれ。鉄道ファン少年であった。第二次世界大戦時シンガポールに駐在。1942年2月のシンガポールの戦いで大日本帝国陸軍の捕虜となり、泰緬鉄道建設工事に従事した。戦後帰国し、捕虜収容所で受けた拷問による心的外傷後ストレス障害（PTSD）に悩まされた。1989年に偶然目にした新聞記事がきっかけで、自身を苦しめた日本軍通訳永瀬隆を捜し当て、1993年タイ王国カーンチャナブリー県で再会し和解を遂げた。1995年自伝 The Railway Man  を刊行、翌1996年7月『泰緬鉄道 癒される時を求めて』の表題で日本語訳された。
没後自伝が映画化され、2013年12月オーストラリアを皮切りに各国で劇場公開された。2014年、日本でも『レイルウェイ 運命の旅路』の題名で自伝再版と映画公開がおこなわれた。